# مونتي كولينز
مونتي كولينز (بالإنجليزية: Monte Collins)‏ مواليد 3 ديسمبر 1898 - الوفاة 1 يونيو 1951 في هوليوود، هو ممثل وكاتب سيناريو أمريكي بدأ مسيرته الفنية سنة 1930. شارك في قرابة 167 فيلما.

## الأعمال
- المسرح
- علاقات زوجتي

## روابط خارجية
- مونتي كولينز على موقع IMDb (الإنجليزية)
- مونتي كولينز على موقع ميوزك برينز (الإنجليزية)
- مونتي كولينز على موقع أول موفي (الإنجليزية)
- مونتي كولينز على موقع قاعدة بيانات الأفلام السويدية (السويدية)
- مونتي كولينز على موقع قاعدة بيانات الفيلم (الإنجليزية)
- مونتي كولينز على موقع كينوبويسك (الروسية)